# Parwa liga 2023/24
Die Parwa liga 2023/24 (offiziell: efbet Liga nach dem Ligasponsor Efbet) war die 100. Saison der höchsten bulgarischen Fußballspielklasse und die achte unter dem reformierten Modus der Parwa liga (deutsch Erste Liga).

## Mannschaften
| Team                | Stadt          | Heimstadion                                         | Kapazität |
| ------------------- | -------------- | --------------------------------------------------- | --------- |
| Arda Kardschali     | Kardschali     | Arena Arda                                          | 11.114    |
| Beroe Stara Sagora  | Stara Sagora   | Beroe-Stadion                                       | 12.128    |
| Botew Plowdiw       | Plowdiw        | Christo-Botew-Stadion                               | 18.777    |
| Botew Wraza         | Wraza          | Christo-Botew-Stadion                               | 12.000    |
| Etar Weliko Tarnowo | Weliko Tarnowo | Iwajlo-Stadion                                      | 25.000    |
| Hebar Pasardschik   | Pasardschik    | Georgi-Benkowski-Stadion                            | 13.128    |
| FK Krumowgrad       | Krumowgrad     | Sporten Komplex Nikola Schterew – Starika (Plowdiw) | 03.500    |
| Lewski Sofia        | Sofia          | Georgi-Asparuchow-Stadion                           | 25.000    |
| Lokomotive Plowdiw  | Plowdiw        | Lokomotiw-Stadion                                   | 13.220    |
| Lokomotive Sofia    | Sofia          | Lokomotiw-Stadion                                   | 22.000    |
| Ludogorez Rasgrad   | Rasgrad        | Arena Ludogorez                                     | 10.422    |
| Pirin Blagoewgrad   | Blagoewgrad    | Christo-Botew-Stadion                               | 07.500    |
| Slawia Sofia        | Sofia          | Stadion Aleksandar Schalamanow                      | 25.556    |
| Tscherno More Warna | Warna          | Titscha-Stadion                                     | 08.250    |
| ZSKA Sofia          | Sofia          | Balgarska-Armija-Stadion                            | 18.495    |
| ZSKA 1948 Sofia     | Bistriza       | Bistriza-Stadion                                    | 02.000    |

## Reguläre Saison
Die 16 Vereine spielten zunächst in einer Doppelrunde die reguläre Saison aus. Diese Tabelle dient als Grundlage für die Qualifikation zu verschiedenen Platzierungsrunden. Die sechs bestplatzierten Vereine erreichen die Meisterschaftsrunde, die Teams auf den Plätzen sieben bis zehn spielen in den UEFA-Conference-League-Playoffs um einen möglichen internationalen Startplatz, während die Mannschaften auf den Plätzen elf bis sechzehn in die Abstiegsrunde gehen, um den Relegationsteilnehmer und die Absteiger zu ermitteln.

### Tabelle
| Pl. | Verein                      | Sp. | S  | U  | N  | Tore    | Diff. | Punkte |
| --- | --------------------------- | --- | -- | -- | -- | ------- | ----- | ------ |
| 1.  | Ludogorez Rasgrad (M, P)    | 30  | 24 | 3  | 3  | 078:150 | +63   | 75     |
| 2.  | ZSKA Sofia                  | 30  | 19 | 6  | 5  | 050:190 | +31   | 63     |
| 3.  | Tscherno More Warna         | 30  | 18 | 8  | 4  | 047:250 | +22   | 62     |
| 4.  | Lokomotive Plowdiw          | 30  | 16 | 7  | 7  | 050:340 | +16   | 55     |
| 5.  | Lewski Sofia                | 30  | 16 | 6  | 8  | 045:260 | +19   | 54     |
| 6.  | FK Krumowgrad (N)           | 30  | 12 | 8  | 10 | 035:350 | ±0    | 44     |
| 7.  | Botew Plowdiw               | 30  | 12 | 8  | 10 | 047:330 | +14   | 44     |
| 8.  | ZSKA 1948 Sofia             | 30  | 11 | 10 | 9  | 030:260 | +4    | 43     |
| 9.  | Arda Kardschali             | 30  | 11 | 6  | 13 | 032:320 | ±0    | 39     |
| 10. | Slawia Sofia                | 30  | 9  | 6  | 15 | 028:450 | −17   | 33     |
| 11. | Beroe Stara Sagora          | 30  | 9  | 6  | 15 | 024:420 | −18   | 33     |
| 12. | Pirin Blagoewgrad           | 30  | 7  | 9  | 14 | 023:410 | −18   | 30     |
| 13. | FC Hebar Pasardschik        | 30  | 8  | 6  | 16 | 032:440 | −12   | 30     |
| 14. | Lokomotive Sofia            | 30  | 8  | 4  | 18 | 022:560 | −34   | 28     |
| 15. | FC Botew Wraza              | 30  | 6  | 4  | 20 | 022:530 | −31   | 22     |
| 16. | SFK Etar Weliko Tarnowo (N) | 30  | 3  | 5  | 22 | 017:560 | −39   | 14     |

Platzierungskriterien: 1. Punkte – 2. Direkter Vergleich (Punkte, Tordifferenz, geschossene Tore) – 3. Tordifferenz – 4. geschossene Tore

| (M) | amtierender bulgarischer Meister      |
| (P) | amtierender bulgarischer Pokalsieger  |
| (N) | Aufsteiger aus der Wtora liga 2022/23 |

### Kreuztabelle
Die Kreuztabelle stellt die Ergebnisse aller Spiele dieser Saison dar. Die Heimmannschaft ist in der linken Spalte, die Gastmannschaft in der oberen Zeile aufgelistet.
| 2023/24             | ARD | Beroe Stara Sagora | Botew Plowdiw | Botew Wraza | ETA | HEB | KRU | Lewski Sofia | Lokomotive Plowdiw | Lokomotive Sofia | Ludogorez Rasgrad | Pirin Blagoewgrad | Slawia Sofia | Tscherno More Warna | ZSKA | 1948 |
| ------------------- | --- | ------------------ | ------------- | ----------- | --- | --- | --- | ------------ | ------------------ | ---------------- | ----------------- | ----------------- | ------------ | ------------------- | ---- | ---- |
| Arda Kardschali     |     | 1:0                | 0:2           | 4:0         | 3:0 | 3:1 | 1:1 | 0:0          | 1:2                | 1:0              | 0:0               | 0:0               | 2:1          | 3:3                 | 2:3  | 0:3  |
| Beroe Stara Sagora  | 1:0 |                    | 0:3           | 2:2         | 0:0 | 2:1 | 2:0 | 2:1          | 2:2                | 0:1              | 0:2               | 0:0               | 3:0          | 2:0                 | 0:3  | 0:0  |
| Botew Plowdiw       | 0:2 | 4:1                |               | 2:0         | 2:0 | 1:0 | 1:2 | 1:3          | 0:0                | 6:0              | 0:2               | 3:1               | 3:1          | 0:0                 | 1:2  | 0:0  |
| Botew Wraza         | 1:2 | 1:0                | 3:5           |             | 2:0 | 3:2 | 0:0 | 0:1          | 2:0                | 0:2              | 0:5               | 1:2               | 2:0          | 0:1                 | 0:2  | 1:2  |
| Etar Weliko Tarnowo | 2:1 | 2:2                | 1:2           | 2:1         |     | 2:5 | 0:0 | 0:3          | 0:1                | 1:2              | 0:4               | 0:2               | 0:1          | 1:2                 | 0:1  | 1:1  |
| Hebar Pasardschik   | 1:0 | 1:0                | 1:0           | 1:1         | 3:0 |     | 0:0 | 0:1          | 3:4                | 0:1              | 0:3               | 1:2               | 1:0          | 1:1                 | 0:0  | 1:3  |
| FK Krumowgrad       | 1:3 | 1:0                | 2:1           | 1:0         | 0:0 | 3:2 |     | 2:2          | 3:1                | 2:0              | 3:1               | 2:2               | 2:0          | 1:3                 | 1:4  | 1:0  |
| Lewski Sofia        | 4:0 | 1:0                | 1:1           | 1:0         | 1:0 | 1:0 | 0:0 |              | 3:0                | 6:0              | 0:1               | 2:0               | 2:0          | 1:0                 | 0:2  | 1:2  |
| Lokomotive Plowdiw  | 1:0 | 1:2                | 1:1           | 4:0         | 3:0 | 1:2 | 4:0 | 2:1          |                    | 2:1              | 1:2               | 3:0               | 2:0          | 1:0                 | 0:2  | 1:1  |
| Lokomotive Sofia    | 0:1 | 1:0                | 0:4           | 1:0         | 1:3 | 0:1 | 0:2 | 2:2          | 2:4                |                  | 1:3               | 2:0               | 1:2          | 0:0                 | 0:1  | 0:0  |
| Ludogorez Rasgrad   | 2:0 | 5:0                | 2:2           | 5:0         | 5:0 | 3:1 | 1:0 | 5:1          | 1:1                | 6:0              |                   | 4:0               | 2:3          | 3:1                 | 3:0  | 2:0  |
| Pirin Blagoewgrad   | 0:2 | 1:2                | 0:0           | 0:1         | 2:1 | 1:1 | 1:0 | 1:2          | 0:1                | 1:1              | 0:2               |                   | 1:1          | 0:0                 | 1:2  | 2:1  |
| Slawia Sofia        | 1:0 | 3:0                | 2:2           | 1:0         | 1:0 | 3:1 | 2:0 | 0:2          | 1:2                | 1:2              | 0:2               | 0:0               |              | 1:5                 | 1:1  | 0:2  |
| Tscherno More Warna | 1:0 | 2:0                | 1:0           | 2:1         | 2:1 | 1:0 | 3:2 | 3:1          | 2:2                | 3:0              | 1:0               | 2:1               | 3:0          |                     | 1:0  | 2:1  |
| ZSKA Sofia          | 0:0 | 3:0                | 4:0           | 3:0         | 2:0 | 3:0 | 1:0 | 1:1          | 1:2                | 2:0              | 0:1               | 1:2               | 1:1          | 1:1                 |      | 2:0  |
| ZSKA 1948 Sofia     | 1:0 | 0:1                | 1:0           | 0:0         | 1:0 | 1:1 | 0:3 | 1:0          | 1:1                | 2:1              | 0:1               | 3:0               | 1:1          | 1:1                 | 1:2  |      |

## Platzierungsrunden

### Meisterschaftsrunde
Die sechs bestplatzierten Vereine der regulären Saison erreichten die Meisterschaftsrunde, in der es neben der Meisterschaft auch um die internationalen Plätze im Europapokal ging. Der Meister qualifizierte sich für die erste Qualifikationsrunde zur Champions League und der Vizemeister erreichte die Qualifikationsrunden der Conference League. Der Drittplatzierte nahm an den Conference-League-Playoffs teil.
Gespielt wurde eine Einzelrunde zwischen den sechs Vereinen, wobei alle Ergebnisse aus der regulären Saison übertragen wurden.
| Pl. | Verein                   | Sp. | S  | U  | N  | Tore    | Diff. | Punkte |
| --- | ------------------------ | --- | -- | -- | -- | ------- | ----- | ------ |
| 1.  | Ludogorez Rasgrad (M, P) | 35  | 26 | 4  | 5  | 087:240 | +63   | 82     |
| 2.  | Tscherno More Warna      | 35  | 22 | 9  | 4  | 056:260 | +30   | 75     |
| 3.  | ZSKA Sofia               | 35  | 20 | 7  | 8  | 056:270 | +29   | 67     |
| 4.  | Lewski Sofia             | 35  | 19 | 7  | 9  | 050:300 | +20   | 64     |
| 5.  | Lokomotive Plowdiw       | 35  | 17 | 7  | 11 | 053:440 | +9    | 58     |
| 6.  | FK Krumowgrad (N)        | 35  | 13 | 10 | 12 | 045:450 | ±0    | 49     |

| (M) | amtierender bulgarischer Meister      |
| (P) | amtierender bulgarischer Pokalsieger  |
| (N) | Aufsteiger aus der Wtora liga 2022/23 |

| 2024                | Ludogorez Rasgrad | ZSKA | Tscherno More Warna | Lokomotive Plowdiw | Lewski Sofia | KRU |
| ------------------- | ----------------- | ---- | ------------------- | ------------------ | ------------ | --- |
| Ludogorez Rasgrad   |                   | 3:1  | −                   | 3:0                | −            | 3:3 |
| ZSKA Sofia          | −                 |      | 0:1                 | −                  | 3:1          | 2:2 |
| Tscherno More Warna | 4:0               | −    |                     | 1:0                | −            | 3:1 |
| Lokomotive Plowdiw  | −                 | 1:0  | −                   |                    | 1:2          | −   |
| Lewski Sofia        | 1:0               | −    | 0:0                 | −                  |              | −   |
| FK Krumowgrad       | −                 | −    | −                   | 4:1                | 0:1          |     |

### UEFA-Conference-League-Runde
Die Teams auf den Plätzen 7 bis 10 der regulären Saison spielten eine weitere Doppelrunde untereinander aus, wobei alle Ergebnisse aus der Vorrunde übertragen wurden. Der Sieger der Gruppe trat gegen den Drittplatzierten aus der Meisterschaftsrunde an. Der Sieger aus diesem Spiel startete dann in der 2. Qualifikationsrunde der UEFA Conference League 2024/25.
| Pl. | Verein          | Sp. | S  | U  | N  | Tore    | Diff. | Punkte |
| --- | --------------- | --- | -- | -- | -- | ------- | ----- | ------ |
| 7.  | ZSKA 1948 Sofia | 36  | 13 | 13 | 10 | 035:300 | +5    | 52     |
| 8.  | Arda Kardschali | 36  | 14 | 9  | 13 | 039:350 | +4    | 51     |
| 9.  | Botew Plowdiw   | 36  | 12 | 9  | 15 | 050:420 | +8    | 45     |
| 10. | Slawia Sofia    | 36  | 12 | 7  | 17 | 035:510 | −16   | 43     |

| 2024            | Botew Plowdiw | 1948 | ARD | Slawia Sofia |
| --------------- | ------------- | ---- | --- | ------------ |
| Botew Plowdiw   |               | 0:0  | 0:1 | 0:1          |
| ZSKA 1948 Sofia | 2:1           |      | 1:1 | 0:2          |
| Arda Kardschali | 2:1           | 0:0  |     | 3:1          |
| Slawia Sofia    | 3:1           | 0:2  | 0:0 |              |

Playoff
| Datum                   |            | Ergebnis  |                 |
| ----------------------- | ---------- | --------- | --------------- |
| 31. Mai 2024, 19:00 Uhr | ZSKA Sofia | 0:2 (0:1) | ZSKA 1948 Sofia |

### Abstiegsrunde
Die sechs schlechtplatzierten Vereine der regulären Saison bildeten eine Gruppe, wobei sie einmal gegeneinander spielten. Alle Ergebnisse aus der Vorrunde wurden übertragen. Die Vereine auf Plätzen 11 bis 13 bleiben auch in der nächsten Saison in der Parwa Liga. Der Verein auf Platz 14 traf auf den Dritten der Wtora Liga in einem Relegationsspiel auf eigenem Platz. Die Vereine auf Platz 15 und 16 stiegen in die Wtora Liga ab. Der Sieger des Relegationsspiels qualifizierte sich für die Parwa liga, während der Verlierer in der Wtora liga spielen muss.
| Pl. | Verein                      | Sp. | S  | U  | N  | Tore    | Diff. | Punkte |
| --- | --------------------------- | --- | -- | -- | -- | ------- | ----- | ------ |
| 11. | Beroe Stara Sagora          | 35  | 12 | 6  | 17 | 030:460 | −16   | 42     |
| 12. | Lokomotive Sofia            | 35  | 11 | 6  | 18 | 030:580 | −28   | 39     |
| 13. | FC Hebar Pasardschik        | 35  | 9  | 7  | 19 | 035:490 | −14   | 34     |
| 14. | FC Botew Wraza              | 35  | 9  | 6  | 20 | 028:560 | −28   | 33     |
| 15. | Pirin Blagoewgrad           | 35  | 7  | 11 | 17 | 026:480 | −22   | 32     |
| 16. | SFK Etar Weliko Tarnowo (N) | 35  | 3  | 8  | 24 | 022:660 | −44   | 17     |

| (N) | Aufsteiger aus der Wtora liga 2022/23 |

| 2024                 | Beroe Stara Sagora | Pirin Blagoewgrad | HEB | Lokomotive Sofia | Botew Wraza | ETA |
| -------------------- | ------------------ | ----------------- | --- | ---------------- | ----------- | --- |
| Beroe Stara Sagora   |                    | 2:0               | −   | 0:3              | −           | 3:0 |
| Pirin Blagoewgrad    | −                  |                   | 0:0 | −                | 1:2         | 2:2 |
| FC Hebar Pasardschik | 0:1                | −                 |     | 0:2              | −           | 3:1 |
| Lokomotive Sofia     | −                  | 1:0               | −   |                  | 1:1         | −   |
| FC Botew Wraza       | 1:0                | −                 | 1:0 | −                |             | −   |
| Etar Weliko Tarnowo  | −                  | −                 | −   | 1:1              | 1:1         |     |

Abstiegsrelegation
Der Vierzehnte trat gegen den Dritten der Wtora liga an.
| Datum                   |                | Ergebnis                    |               |
| ----------------------- | -------------- | --------------------------- | ------------- |
| 30. Mai 2024, 19:00 Uhr | FC Botew Wraza | 1:1 n. V. (0:0) (4:2 i. E.) | Marek Dupniza |

Beide Vereine blieben in ihren jeweiligen Ligen.

## Torschützenliste
| Pl. | Spieler           | Mannschaft          | Tore |
| --- | ----------------- | ------------------- | ---- |
| 01. | Aleksandar Kolew  | FK Krumowgrad       | 15   |
| 02. | Rwan Cruz         | Ludogorez Rasgrad   | 14   |
| 03. | Kwadwo Duah       | Ludogorez Rasgrad   | 13   |
| 04. | Atanas Iliew      | Tscherno More Warna | 12   |
| 04. | Georgi Nikolow    | Botew Plowdiw 1     | 12   |
| 06. | Jakub Piotrowski  | Ludogorez Rasgrad   | 11   |
| 07. | Toni Tasew        | Slawia Sofia        | 10   |
| 07. | Bernard Tekpetey  | Ludogorez Rasgrad   | 10   |
| 09. | Jonathan Lindseth | ZSKA Sofia          | 9    |
| 09. | Ricardinho        | Lewski Sofia        | 9    |